# Aeritalia F-104S Starfighter
Aeritalia F-104S Starfighter byla licencovaná produkce italské varianty stíhacího letounu Lockheed F-104 Starfighter, která sloužila italskému letectvu Aeronautica Militare (AMI) od pozdních šedesátých let až do počátku 21. století. Do konce devadesátých let F-104S sloužila v Tureckém letectvu.

## Vznik a vývoj

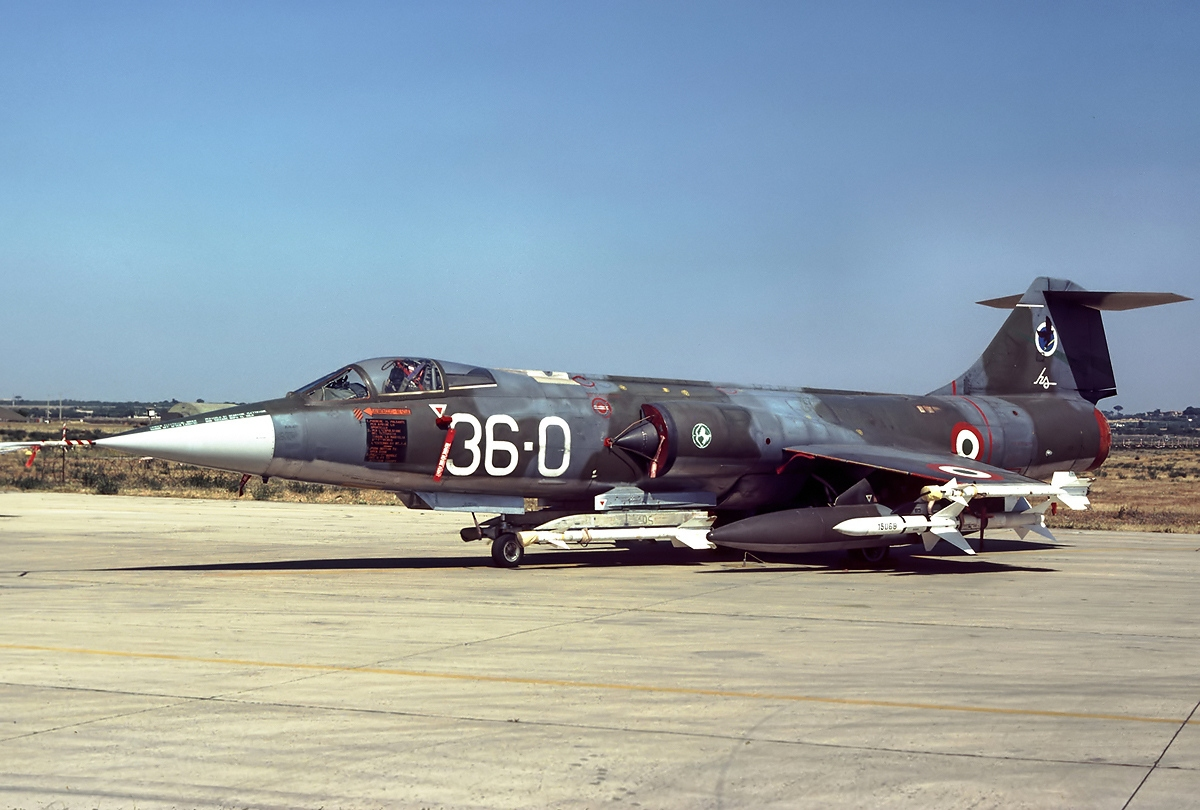
F-104S s podvěšenými střelami Sparrow a Sidewinder.

Typ začal vznikat pod označením Lockheed CL-901 jako společný projekt společností Lockheed a Aeritalia (původně Fiat Aviazione), která v té době licenčně vyráběla variantu F-104G, jehož cílem mělo být nahradit letouny F-86K Sabre, F-84F Thunderstreak a RF-84F Thunderflash ve výzbroji Aeronautica Militare, letectva italských ozbrojených sil, a v prosinci 1966 vzlétl první prototyp. 
Od varianty F-104G se F-104S lišil zejména instalací výkonnější varianty proudového motoru General Electric J79-GE-19, namísto původní J79-GE-11A, a schopností nést  protiletecké řízené střely AIM-7E Sparrow s poloaktivním radarovým naváděním. Označení varianty „S“ odkazuje právě na výzbroj střelami „Sparrow“. 
Instalace novější pohonné jednotky vedla k změnám tvaru a velikosti vstupů vzduchu i výstupní trysky motoru, a umožnila zvýšení maximální rychlosti a stoupavosti, zkrácení délky startu, a zvětšení doletu, vzhledem k nižší spotřebě.

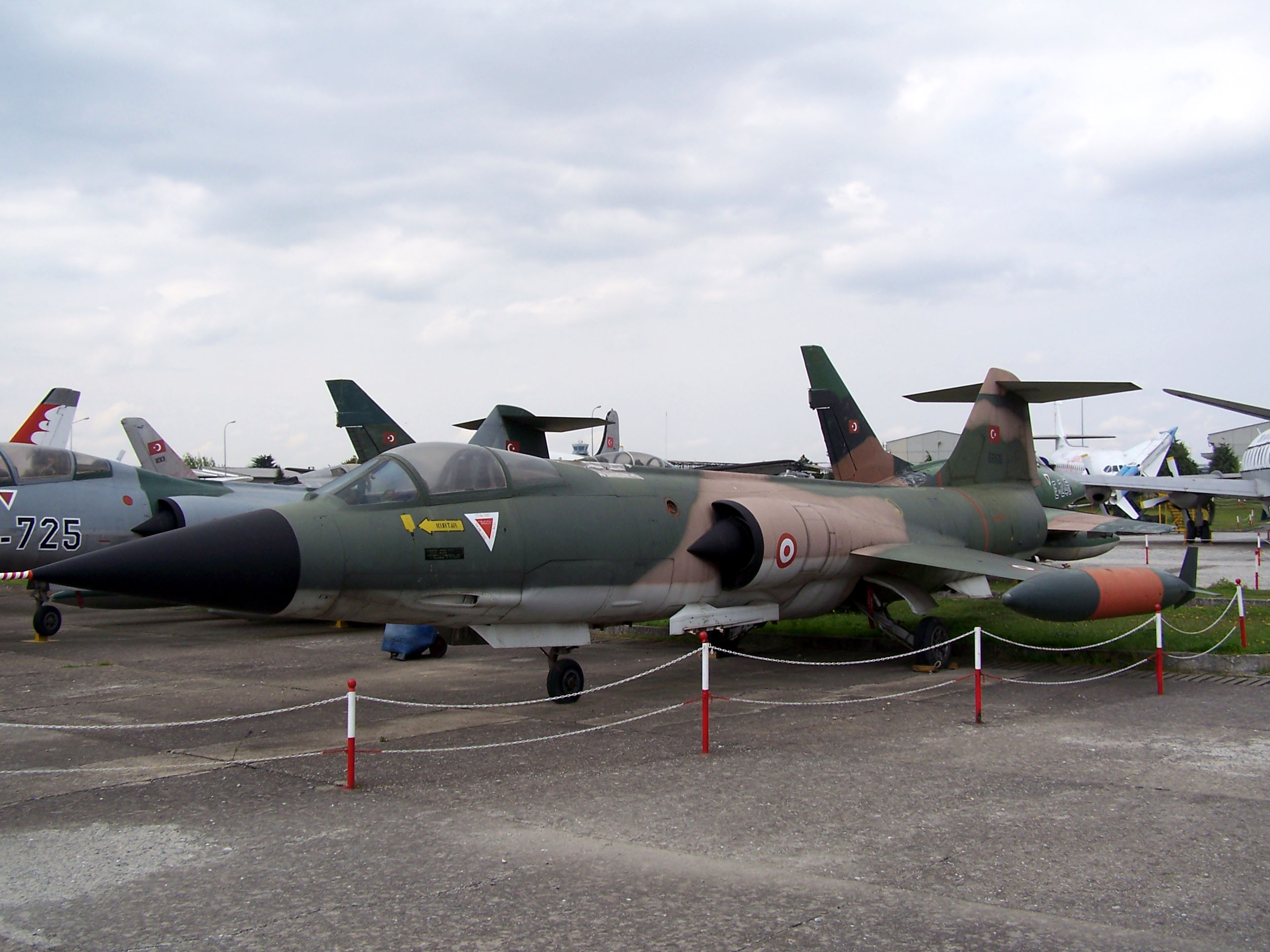
Turecký letoun F-104S, s kanónem M61 Vulcan v přídi, vystavený v istanbulském muzeu.

Další změny zahrnovaly zvětšení počtu závěsníků výzbroje na celkem devět (dva na koncích křídel, čtyři pod křídly, a tři pod trupem), instalaci dvou kýlových plošek pod zádí trupu a odstranění kanónu M61 Vulcan, aby bylo v trupu získáno místo pro elektronické systémy radarového navádění střel AIM-7 Sparrow. Některé exempláře, užívané jako stíhací bombardéry, však měly kanón nainstalován, a nedisponovaly pak pravděpodobně schopností nést střely Sparrow.
Italské letectvo začalo přebírat první vyrobené exempláře v roce 1968, a posléze převzalo celkem 205 kusů, které u něj tvořily výzbroj celkem 12 gruppi (perutí).
Koncem 80. let prošly italské letouny modernizačním programem „ASA“ (Aggiornamento Sistemi d'Arma - modernizace zbraňových systémů), v jehož rámci získaly možnost výzbroje  protileteckými střelami italské výroby Selenia Aspide 1A a protileteckými střelami krátkého dosahu AIM-9L Sidewinder, nahrazujícími starší varianty AIM-9B.

## Monument F-104S v Lignano

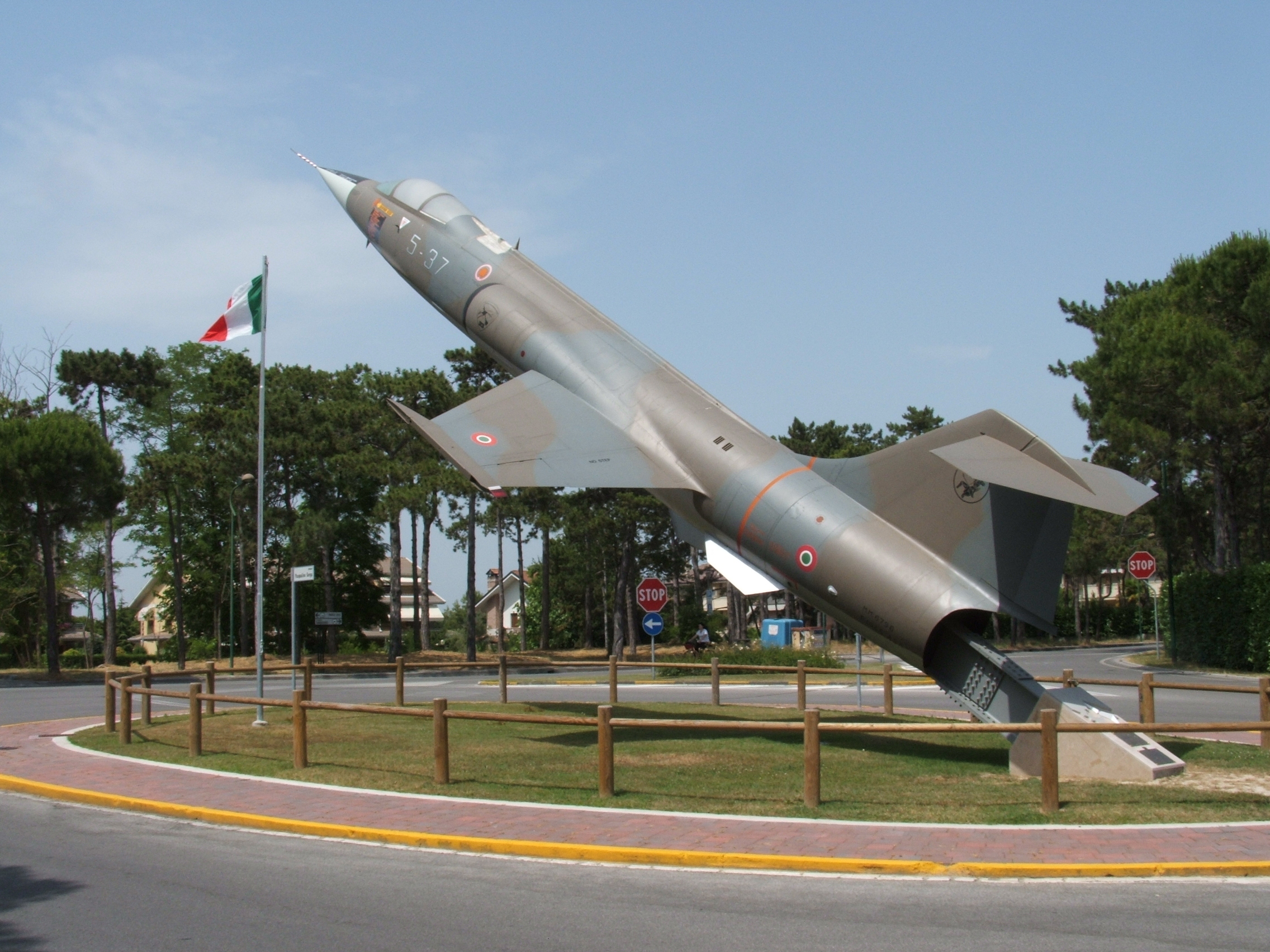
F-104S vystavený v Lignanu.

Stroj Aeritalia F-104S Starfighter najdeme v italském letovisku Lignano Pineta jako součást leteckého monumentu v kruhovém objezdu. Ten zahrnuje i vrtuli z bombardéru B-24 a připomíná tak nález jeho vraku ve vodě.

## Uživatelé
- Itálie
  - Aeronautica Militare - odebralo 205 kusů.[1]
- Turecko
  - Turecké letectvo - užívalo 40 kusů.[1]

## Specifikace

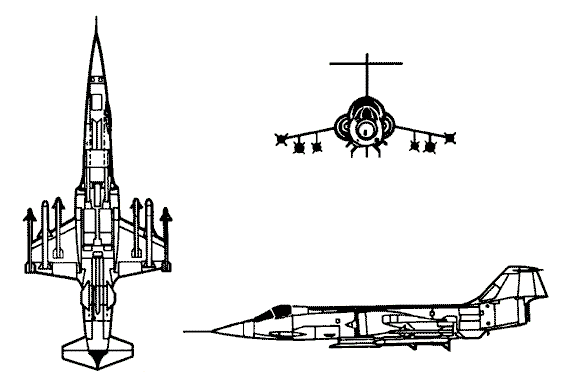
Třípohledový nákres

Údaje platí pro původní provedení F-104S

### Technické údaje
- Osádka: 1
- Rozpětí křídel: 6,68 m[p 2]
- Délka: 16,66 m
- Výška: 4,11 m
- Plocha křídel: 18,21 m²
- Hmotnost prázdného stroje: 6 760 kg
- Vzletová hmotnost: 9 840 kg
- Maximální vzletová hmotnost: 14 060 kg
- Pohonná jednotka: 1 × proudový motor s přídavným spalováním General Electric J79-GE-19
- Výkon pohonné jednotky:
  - Suchý tah: 52,8 kN
  - Tah s přídavným spalováním: 79,6 kN

### Výkony
- Maximální rychlost: 2 334 km/h ve výši 10 970 m
- Cestovní rychlost: 982 km/h
- Dolet: 2 494 km
- Maximální dolet: 2 921 km
- Akční rádius: 1 247 km
- Praktický dostup: 17 680 m
- Stoupavost: 278,33 m/s

### Výzbroj
- Hlavňová výzbroj: 1 × 20mm kanón M61 Vulcan (možnost)
- Podvěsná výzbroj: různé kombinace až do hmotnosti 3 400 kg na 9 závěsnících: 
  - max. 4 × AIM-7 Sparrow
  - AIM-9 Sidewinder
  - letecké pumy a neřízené rakety